# Opisthacanthus surinamensis
Espèce
Opisthacanthus surinamensis est une espèce de scorpions de la famille des Hormuridae.

## Distribution
Cette espèce est endémique du Suriname. Elle se rencontre à Coeroeni vers Apikalo.

## Description
La femelle holotype mesure 71,3 mm.

## Étymologie
Son nom d'espèce, composé de surinam[e] et du suffixe latin -ensis, « qui vit dans, qui habite », lui a été donné en référence au lieu de sa découverte, le Suriname.

## Publication originale
- Lourenço, 2017 : Description of a new species of Opisthacanthus Peters (Scorpiones: Hormuridae) from Suriname/Brazil border with some biogeographic considerations. Acta Biologica Paranaense, vol. 46, no 1/2, p. 9-22 (texte intégral).